# نوئل سیبری
نوئل سیبری (نام علمی: Picea obovata) نام یک گونه از سرده کاج نوئل است.